# Roman Ubakivi
Roman Ubakivi (ur. 24 marca 1945 w Tallinnie, Estońska SRR) – estoński piłkarz, grający na pozycji obrońcy, trener piłkarski.

## Kariera piłkarska

### Kariera klubowa
W 1965 rozpoczął karierę piłkarską w klubie Dünamo Tallinn. W latach 1970–1973 występował w Norma Tallinn. W 1974 przeszedł do Pärnu Kalev. W 1977 ponownie grał w Normie Tallinn.

## Kariera trenerska
W 1989 trenował klub Tallinna Sport. W 1993 stał na czele Flory Tallinn. Od 1994 do 1995 również prowadził reprezentację Estonii. Potem kierował młodzieżówką.

## Sukcesy i odznaczenia

### Sukcesy piłkarskie
- mistrz Estońskiej SRR: 1973

### Sukcesy trenerskie
- mistrz Estonii: 1994, 1995
- zdobywca Pucharu Estonii: 1995